# Muscle intrinsèque de l'oreille
Les muscles intrinsèques de l'oreille sont les muscles cutanés situés dans le pavillon de l'oreille.
Ils sont attachés au cartilage du pavillon lui-même et sont responsables de mouvements fins et localisés de ses différentes parties.
Chez l'humain, ce sont les huit muscles vestigiaux suivants :
- le grand muscle de l'hélix,
- le petit muscle de l'hélix,
- le muscle du tragus,
- le muscle de l'incisure terminale de l'auricule,
- le muscle pyramidal de l'auricule,
- le muscle de l'antitragus,
- le muscle transverse de l'auricule,
- le muscle oblique de l'auricule.